# Międzynarodowy kodeks nomenklatury botanicznej
Międzynarodowy kodeks nomenklatury botanicznej (The International Code for Nomenclature of Algae, Fungi and Plants (ICN), przed 2011: International code Botanical Nomenclature (ICBN)) – zespół zasad i zaleceń dotyczących tworzenia nazw naukowych (systematycznych) roślin stosowanych w botanice, stanowiących nomenklaturę botaniczną.
Kodeks może być zmieniony jedynie przez Międzynarodowy Kongres Botaniczny i International Association for Plant Taxonomy. Od 2017 obowiązuje kodeks z Shenzhen (Shenzhen Code), który zmienił obowiązujący w latach 2012–2016 kodeks z Melbourne (Melbourne Code).

## Historia

### Przed kongresami botanicznymi
Do połowy XVIII wieku gatunki opisywane były za pomocą nazw polinominalnych składających się z serii określających je słów. Pierwsze zasady nazewnictwa naukowego w postaci nazw binominalnych tj. dwuczłonowych, z których pierwszy człon wskazuje rodzaj, a drugi jest epitetem gatunkowym, spisał w 1751 Karol Linneusz w Philosophia Botanica. Zasady nazewnictwa binominalnego uściślił w 1813 roku Augustin Pyramus de Candolle w Theorie elementaire de la botanique.

### Kodeksy nomenklatury przyjmowane na kongresach botanicznych
Pierwsze reguły nomenklatury ustalone zostały wspólnie przez ok. 150 botaników europejskich i amerykańskich podczas pierwszego międzynarodowego kongresu botanicznego w Paryżu w 1861 roku (zwołanym zresztą przez syna Augustina P. de Candolle’a – Alphonsa Pyrame de Candolle’a). Reguły nomenklatury botanicznej (Lois de la nomenclature botanique) określone zostały kodeksem paryskim (Paris code). Wprowadzono zasadę priorytetu taksonomicznego (nazwy ustalane są na podstawie pierwszeństwa publikacji), nadano rangę autorstwu nazwy i przyjęto zasadę, że pierwszą ważną publikacją nazw rodzajów i gatunków były publikacje linneuszowskie. Po kilku latach brytyjscy i amerykańscy taksonomowie uzgodnili zmiany i stosowany przez nich zbiór reguł określany był mianem Kew Rule. Podczas kolejnego kongresu botanicznego w Rochester (Stany Zjednoczone) w 1892 przyjęto tzw. Rochester Code. Uściślono w nim zasadę priorytetu taksonomicznego i ustalono koncept typu nomenklatorycznego.
W kodeksie wiedeńskim z 1905 wskazano konkretnie wydanie Species Plantarum w 1753 jako pierwszą ważną (uznaną) publikację nazw naukowych, wykluczono stosowanie tautonimów w nomenklaturze botanicznej i wprowadzono konieczność umieszczania diagnozy opisującej nowy takson w języku łacińskim. Amerykańscy taksonomowie nie zaakceptowali zmian i na bazie kodeksu z Rochester opracowali w 1910 tzw. kodeks amerykański (American Code). W tym samym roku (tj. w 1910) w Brukseli odbył się czwarty międzynarodowy kongres botaniczny, podczas którego przygotowano kodeks brukselski (Brussels Code) opublikowany w 1912. Zawarto w nim m.in. wskazanie odmiennych dat jako pierwszych ważnych publikacji nazw naukowych roślin innych niż naczyniowe.
Obowiązywanie dwóch odrębnych kodeksów nomenklatury zakończono w wyniku prac piątego kongresu botanicznego, który miał miejsce w 1930 roku w Cambridge. Ustalony wówczas kodeks (Cambridge Code) opublikowano w 1935 roku. Utrzymano w nim koncept typu nomenklatorycznego, potwierdzono odrzucenie tautonimów, ustalono konieczność ustalenia listy Nomina generica conservanda i przyjęto obowiązek zamieszczania diagnozy taksonomicznej w łacinie przy nowo publikowanych nazwach od 1 stycznia 1932 roku.
Kolejny, szósty kongres botaniczny miał miejsce w Amsterdamie w 1935 roku, ale kodeks (Amsterdam Code) opublikowano dopiero w 1947. W 1952 roku po kongresie w Sztokholmie w tym samym roku opublikowano Stockholm Code, w którym m.in. wprowadzono po raz pierwszy termin takson.
W 1954 odbył się ósmy kongres w Paryżu, po których wydano w 1956 roku kodeks paryski (Paris Code). Zrezygnowano w nim z obowiązku sporządzania diagnozy taksonomicznej w łacinie dopuszczając możliwość publikowania jej po angielsku, francusku i niemiecku. Rozdzielono zasady ogólne nomenklatury (Preamble and Principles) od ustaleń szczegółowych (Rules and Recommendations). Załącznikiem do kodeksu była lista Nomina Generica Conservenda et rejecienda. Po dziewiątym kongresie botanicznym w Montrealu w 1959 opublikowano kodeks w 1961 (Montreal Code). Ustalono w nim nazewnictwo rodzin i przyjęto Nomina familiarum conservanda dla roślin okrytonasiennych. Przyjęto, że zasady nomenklatury dla roślin współczesnych powinny obowiązywać także dla nazewnictwa taksonów kopalnych.
Po 10. kongresie botanicznym w Edynburgu w 1964 opublikowano kodeks w 1966 (Edinburgh Code). Wprowadzono w nim korekty do nazewnictwa rodzin i przyjęto publikację w 1789 Genera Plantarum (autor A.L. de Jussieu) jako datę startową dla ważnego opublikowania ich nazw. Do kodeksu po raz pierwszy załączono słownik terminów An Annotated Glossary of Botanical Nomenclature. Kolejne kongresy miały miejsce w 1969 roku w Seattle, w 1975 w Leningradzie i w 1981 w Sydney, a przyjęte podczas nich kodeksy opublikowano odpowiednio w 1972, 1978 i 1983 roku. Niewielkie zmiany w kodeksie wprowadzano także w wyniku kongresów w Berlinie w 1986 i Jokohamie w 1993 (wydano po nich Berlin Code w 1988 i Tokyo Code w 1994). W Kodeksie St. Louis (St. Louis Code z 1999 sporządzonym w wyniku 16, kongresu który odbył się w tym mieście w tymże roku) zmieniono układ treści dzieląc ją na sekcje Rules, Articles i Recommendations. W kodeksie wiedeńskim (Vienna Code z 2005, przyjętym po 17 kongresie, który odbył się w Wiedniu w tymże roku) dodano sekcję Examples.
Kodeks z Melbourne, przyjęty podczas XVIII Międzynarodowego Kongresu Botanicznego w lipcu 2011 i obowiązujący od 1 stycznia 2012, wprowadził istotne zmiany w stosunku do poprzednich wydań. Dotyczyły one m.in. zniesienia obowiązku ukazania się w formie drukowanej pracy opisującej nowy gatunek oraz wyraźnie podkreślono i odniesiono zasady nomenklatury botanicznej także w stosunku do glonów i grzybów zmieniając nazwę kodeksu na International code for Nomenclature for algae, fungi and plants – ICN (wcześniej International code Botanical Nomenclature – ICBN).

## Wydania w języku polskim
Kodeks był dwukrotnie tłumaczony i wydawany w języku polskim. Po raz pierwszy zespół pod redakcją Aliny Skirgiełło opracował tekst kodeksu przygotowanego w Montrealu podczas 9. kongresu botanicznego w 1959 i wydany po angielsku w 1961. Książka została wydana przez Państwowe Wydawnictwo Naukowe w 1966 roku. Ta sama redaktorka wspólnie z Marią Reymann opracowały tekst kodeksu w wersji po kongresie w Berlinie z 1987, wydany w 1993 w ramach serii Polish Botanical Studies. Guidebook Series przez Instytut Botaniki im. Władysława Szafera Polskiej Akademii Nauk.